# Хогіз
Хогіз (рум. Hoghiz) — село у повіті Брашов в Румунії. Адміністративний центр комуни Хогіз.
Село розташоване на відстані 182 км на північ від Бухареста, 43 км на північний захід від Брашова.

## Населення
За даними перепису населення 2002 року у селі проживали 2228 осіб.
Національний склад населення села:
| Національність | Кількість осіб | Відсоток |
| -------------- | -------------- | -------- |
| румуни         | 1102           | 49,5%    |
| угорці         | 1086           | 48,7%    |
| цигани         | 32             | 1,4%     |
| німці          | 8              | 0,4%     |

Рідною мовою назвали:
| Мова      | Кількість осіб | Відсоток |
| --------- | -------------- | -------- |
| румунська | 1149           | 51,6%    |
| угорська  | 1065           | 47,8%    |
| циганська | 7              | 0,3%     |
| німецька  | 7              | 0,3%     |